# National Bank Open 2021
Die National Bank Open 2021 waren ein Tennisturnier der WTA Tour 2021 für Damen in Montreal sowie ein Tennisturnier der ATP Tour 2021 für Herren in Toronto, das vom 9. bis 15. August 2021 stattfand, und Teil der US Open Series 2021 war.

## Herren
→ Hauptartikel: National Bank Open 2021/Herren
→ Qualifikation: National Bank Open 2021/Herren/Qualifikation

## Damen
→ Hauptartikel: National Bank Open 2021/Damen
→ Qualifikation: National Bank Open 2021/Damen/Qualifikation